# Jimmy Conway
James Patrick Conway (Dublin, 1946. augusztus 10. – 2020. február 14.) válogatott ír labdarúgó, középpályás, edző.

## Pályafutása
1964 és 1966 között a Bohemian labdarúgója volt. 1966 és 1976 között az angol Fulham, 1976 és 1978 között a Manchester City játékosa volt. 1978 és 1982 között az amerikai Portland Timbers csapatában szerepelt. 1980 és 1982 között a teremlabdarúgó-bajnoki csapatban játszott. 1978-ban egy rövid ideig kölcsönben az Athlone Town játékosa volt.
1966 és 1977 között 20 alkalommal szerepelt az ír válogatottban és három gólt szerzett.
1980 és 1982 között illetve 2000 és 2009 között a Portland Timbers segédedzőjeként tevékenykedett. Közben 1982 és 1988 között a Pacific University, 1988 és 1996 között az Oregon State Beavers egyetemi csapatoknál dolgozott edzőként.

## Magánélete
Az 1970-ben Portlandben született fia, Paul szintén profi labdarúgó volt.